# 富尔卡峰隧道

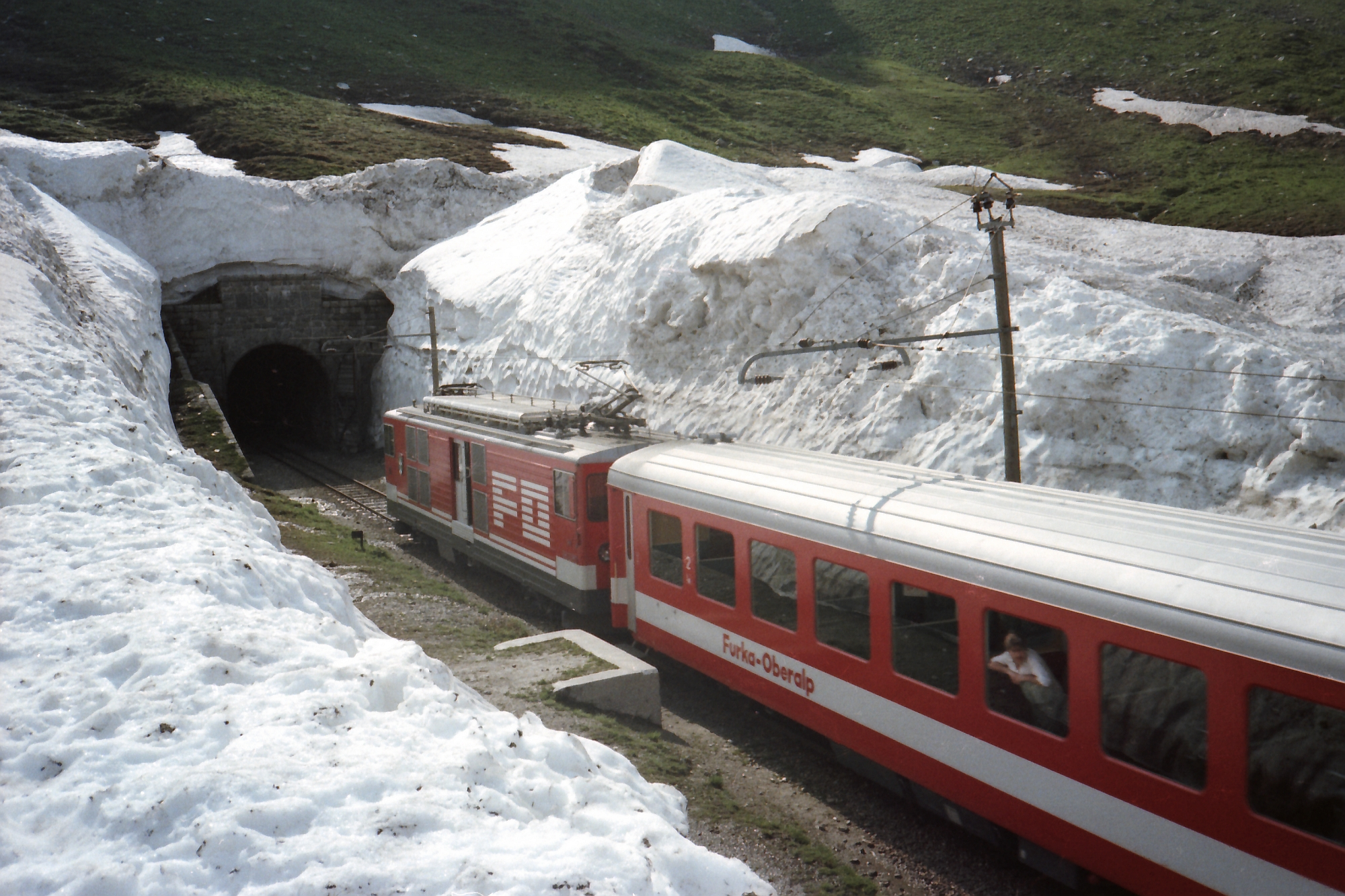
隧道口，拍摄于1981年

富尔卡峰隧道是瑞士的一座单线铁路隧道，全长1858米，海拔2160米，穿过瓦莱州与乌里州交界处的富尔卡山口，1925年竣工，1926年7月3日首次通车，1982年富尔卡基线隧道通车后关闭。